# Aethiopis (Marte)
Aethiopis es el nombre de una característica de albedo sobre la superficie de Marte. Se encuentra localizada al suroeste del Elysium Mons en el sistema de coordenades centrada en 9.88° latitud Norte y 130° de longitud Este. Al norte se encuentra otro albedo, Aetheria. El nombre fue aprobado por la IAU en 1958 haciendo referencia al nombre del límite sur del mundo clásico: Etiopía.